# Donje Obrinje
Abri e Poshtme en albanais et Donje Obrinje en serbe latin (en serbe cyrillique : Доње Обриње) est une localité du Kosovo située dans la commune/municipalité de Skenderaj/Srbica et dans le district de Mitrovicë/Kosovska Mitrovica. Selon le recensement kosovar de 2011, elle compte 1 639 habitants, dont 1 637 Albanais.

## Histoire
Dans le village, la tour de Pajaz Smakiqi est proposée pour une inscription sur la liste des monuments culturels du Kosovo.

## Démographie

### Évolution historique de la population dans la localité
| 1948 | 1953 | 1961 | 1971  | 1981  | 1991  | 2011  |
| ---- | ---- | ---- | ----- | ----- | ----- | ----- |
| 852  | 878  | 968  | 1 173 | 1 496 | 1 715 | 1 639 |

|  |